# Leštinka

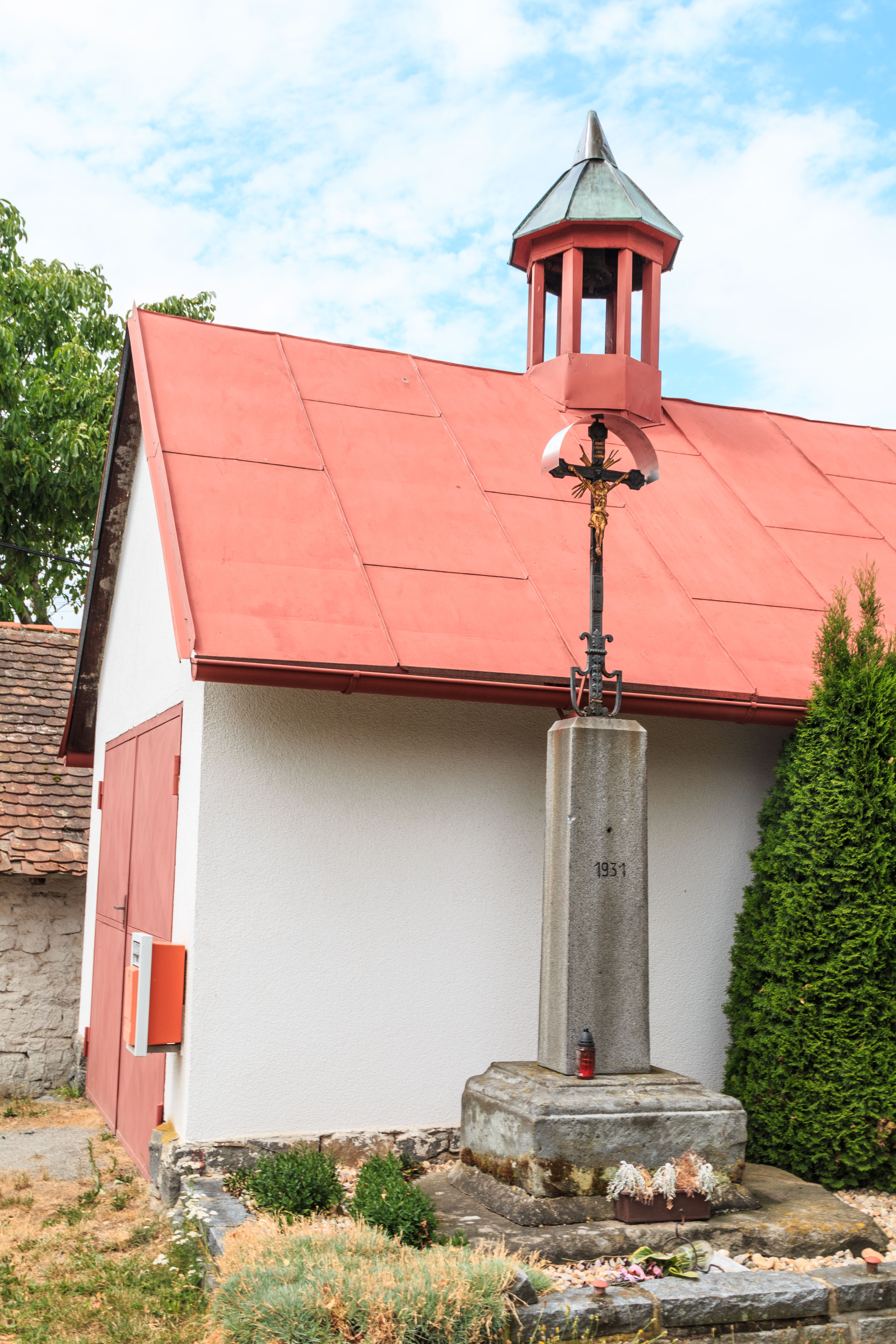
Spritzenhaus und Kreuz

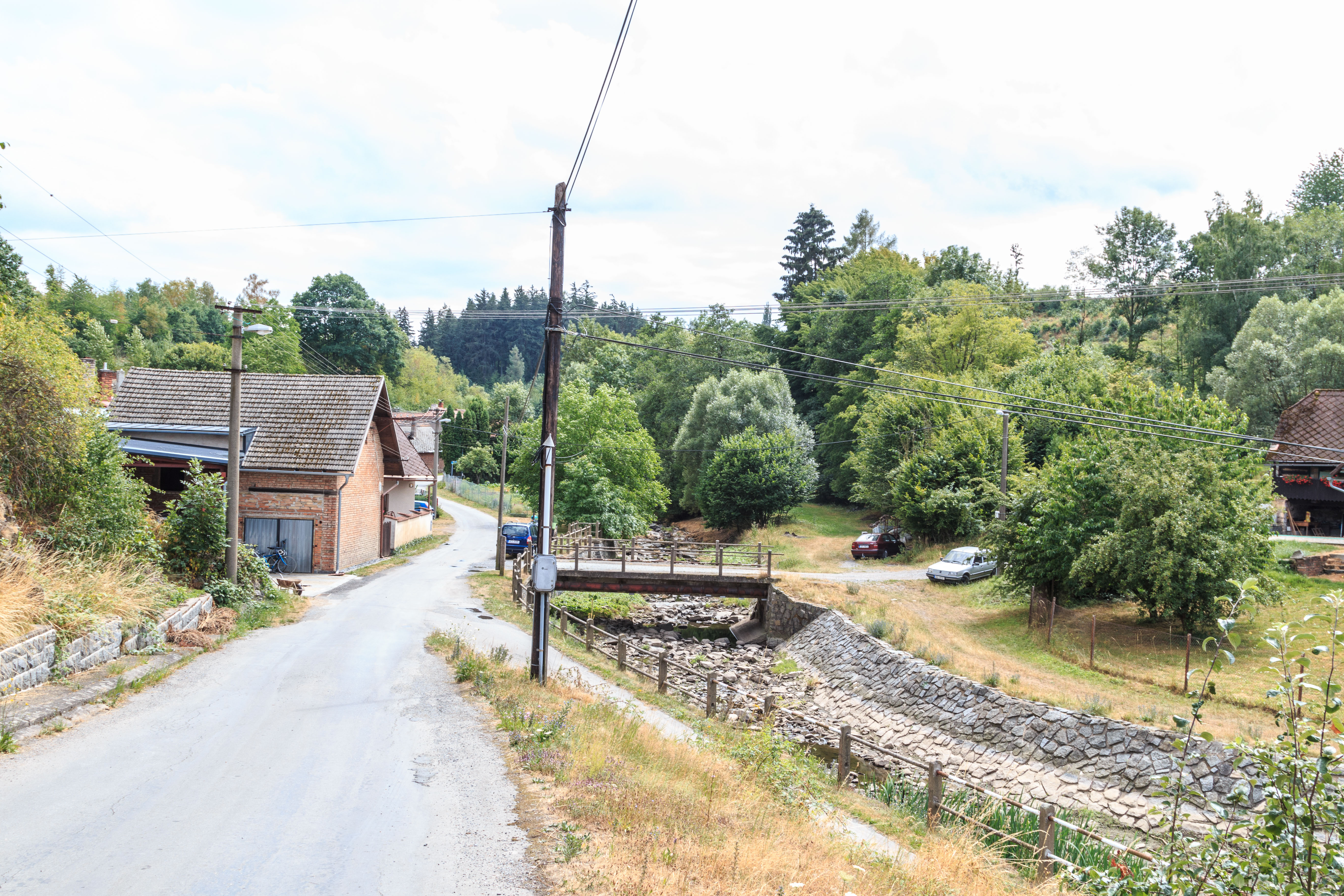
Der Žejbro bei Niedrigwasser

Leštinka (deutsch Leschtinka) ist eine Gemeinde in Tschechien. Sie liegt drei Kilometer westlich von Skuteč und gehört zum Okres Chrudim.

## Geographie
Leštinka befindet sich rechtsseitig des Baches Žejbro in der Skutečská pahorkatina (Skutscher Hügelland). Am nördlichen Ortsrand verläuft die Staatsstraße II/337 zwischen Skuteč und Nasavrky, südlich die Bahnstrecke Havlíčkův Brod–Pardubice. Im Norden erhebt sich die Kostelecká hůra (432 m n.m.), südöstlich die Horky und im Westen die Zárubka (426 m n.m.). Die geologische Beschaffenheit des Gebietes besteht aus Granit und kreidigem Ton. Um Leštinka befinden sich zahlreiche abgesoffene Steinbrüche, der Bruch Zvěřinov wird als Badegewässer und der Bruch Družstvo als Tauchschule genutzt; einziger betriebener Bruch ist der Steinbruch Zárubka.
Nachbarorte sind Skála, Chacholice und Obora im Norden, Hroubovice, Přibylov und Skutíčko im Nordosten, Skuteč, Porodnice und Kantýna im Osten, Pondělíčkův Les und Na Obci im Südosten, Dolní Prosetín und Klínek im Süden, Cejřov im Südwesten, Zárubka und Louka im Westen sowie Hlína, V Týně und Vrbatův Kostelec im Nordwesten.

## Geschichte
Die erste urkundliche Erwähnung des Dorfes erfolgte am 8. Juni 1392 in der Landtafel, als Smil Flaška von Pardubitz die Richenburg mit den zugehörigen 62 Dörfern an Otto von Bergow und Boček II. von Podiebrad übergab. Benannt ist das Dorf nach dem Žejbro, der ursprünglich den Namen Leština trug.
Im Jahre 1835 bestand das im Chrudimer Kreis gelegene Rustikaldorf Leschtinka bzw. Lesstinka aus 31 Häusern, in denen 198 Personen lebten. Im Ort gab es eine Mühle. Pfarrort war Skutsch. Haupterwerbsquelle bildete die Arbeit in den Steinbrüchen. Bis zur Mitte des 19. Jahrhunderts blieb Leschtinka der Herrschaft Richenburg untertänig.
Nach der Aufhebung der Patrimonialherrschaften bildete Leštinka ab 1849 einen Ortsteil der Gemeinde Skutíčko im Gerichtsbezirk Skutsch. Ab 1868 gehörte das Dorf zum politischen Bezirk Hohenmauth. 1869 hatte Leštinka 249 Einwohner. 1871 wurde die Bahnstrecke Deutschbrod–Pardubitz eröffnet. In den 1870er Jahren löste sich Leštinka von Skutíčko los und bildete eine eigene Gemeinde. 1880 hinterließ ein Hochwasser des Žejbro schwere Schäden. Vor dem Zweiten Weltkrieg waren fast 600 Leute in den Steinbrüchen beschäftigt.
Im August 1953 führte der Žejbro erneut ein schweres Hochwasser. Im Jahre 1900 lebten in dem Dorf 257 Personen, 1910 waren es 302. 1930 hatte Leštinka 299 Einwohner. 1949 wurde die Gemeinde dem neu gebildeten Okres Hlinsko zugeordnet, seit 1961 gehört sie zum Okres Chrudim. Beim Zensus von 2001 lebten in den 51 Häusern von Leštinka 146 Personen.

## Gemeindegliederung
Für die Gemeinde Leštinka sind keine Ortsteile ausgewiesen. Zu Leštinka gehören die Wohnplätze Mikšův Les, Na Obci, Pondělíčkův Les, Porodnice und Vila.

## Sehenswürdigkeiten
- Gusseisernes Kreuz auf Granitsockel, geschaffen 1833, 1931 wurde es restauriert
- Spritzenhaus, im Dachreiter befindet sich die Dorfglocke von 1832
- Sommereiche an der Mühle, der 31 m hohe Baum hat einen Stammumfang von 5,10 m.
- Ehemaliger Eisenbahnviadukt bei Vila
- Lehrpfad zu den Granitsteinbrüchen in den Horky (Naučná stezka “Žulová stezka Horkami”)
- Steinbruchsee Zvěřinov in den Horky
- Sandsteinblock mit Höhle Drápka, am Hang der Kostelecká hůra

## Söhne und Töchter der Gemeinde
- František Hromádko (1831–1911), Schriftsteller